# Axel Sammuli
Axel August Sammuli, född 31 december 1876 i Nedertorneå socken, död 18 november 1947 i Haparanda, var en svensk redaktör.
Axel Sammuli var ansvarig utgivare för Härnösandsposten 1913-16, därefter blev han redaktör för Haparandabladet, vari han bland annat analyserade och förkastade argument i de finska dagstidningarna Pohjolan Sanomat och Kaleva och polemiserade mot den finska organisationen Västerbottenskommittén. Sammuli blev efter en sammankomst i Karungi den 10 september 1919 känd för sitt ställningstagande i språkfrågan i Tornedalen. Västerbottenskommitténs påstående att Sverige ville tvinga svenska språket på Tornedalens finsktalande befolkning avfärdade han. Han sade sig ha intervjuat minst 500 personer och menade att ingen i Tornedalen ville se en anslutning till Finland. Bland finska nationalister blev hans hållning kallad för "sammulism", vilket var liktydigt med undfallenhet i språkfrågan.